# Rhynchopaschia reducta
Rhynchopaschia reducta is een vlinder uit de familie snuitmotten (Pyralidae). De wetenschappelijke naam van deze soort is voor het eerst geldig gepubliceerd in 1931 door Janse.
De soort komt voor in tropisch Afrika.